# Arcipelago

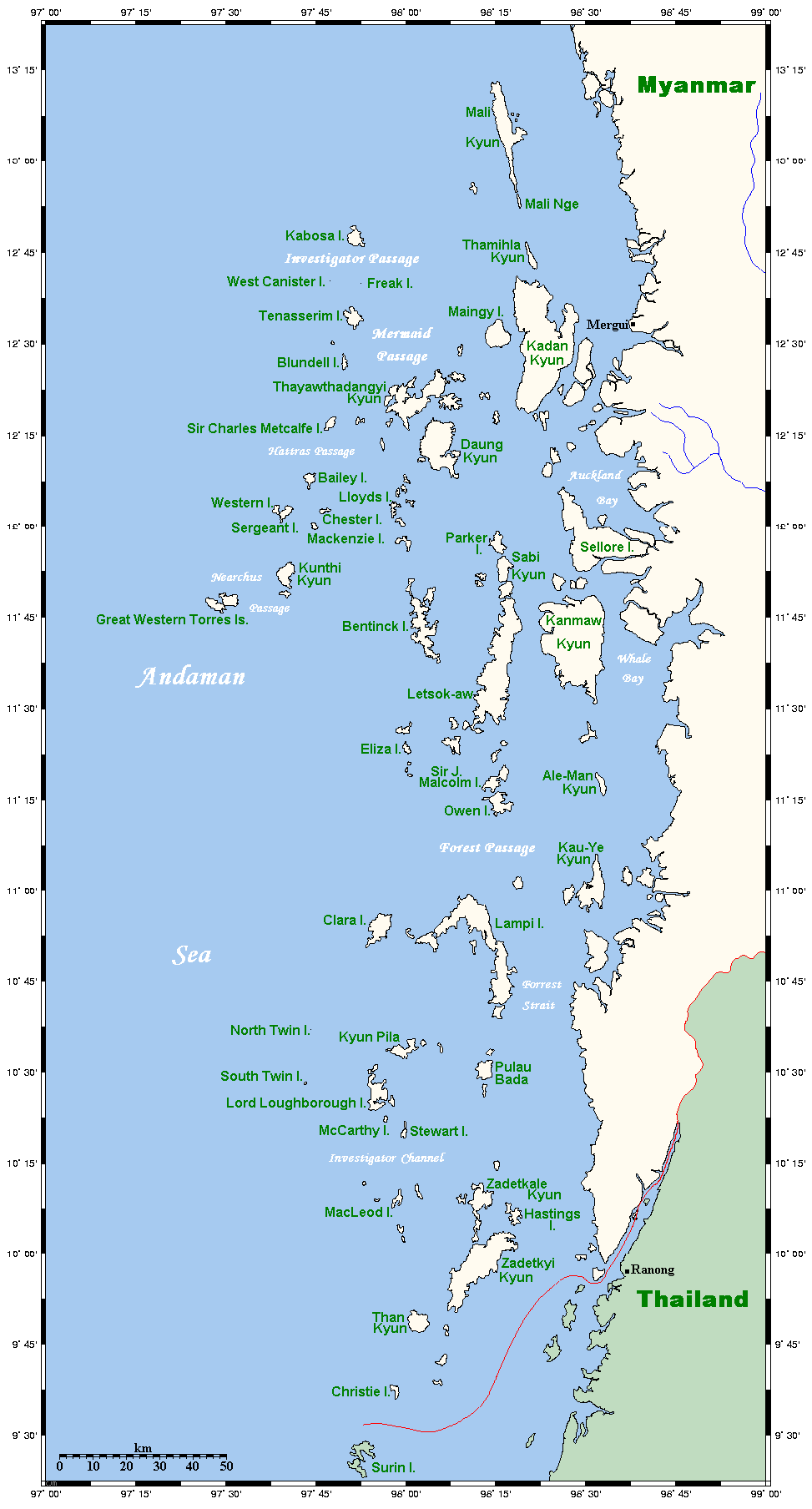
Arcipelago di Mergui (Birmania)

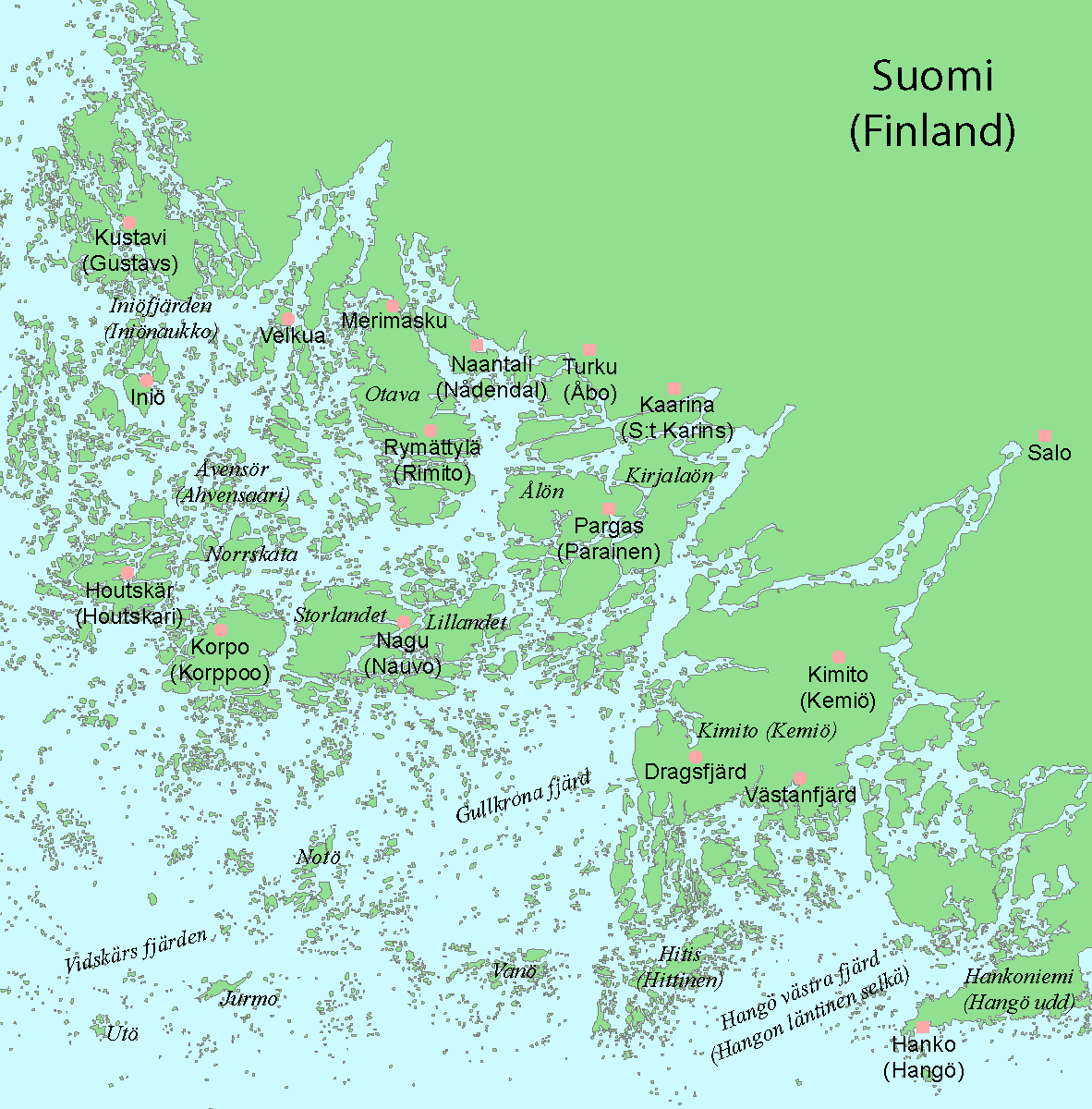
Isole Åland, arcipelago finlandese, situato tra golfo di Botnia e golfo di Finlandia: è il maggiore al mondo per numero di isole

Un arcipelago, che letteralmente significa "mare principale", dal greco arkh-(i)- (principale) e pelagos (mare) è un gruppo di isole riunite sotto la stessa denominazione.

## Etimologia del termine
Il termine probabilmente deriva da un'alterazione di Αἰγαῖον πέλαγος, aigàion pèlagos, ossia mar Egeo in greco antico e poi divenuto αρχιπέλαγος, arkhipélagos, in italiano arcipelago.

## Descrizione
Si trovano generalmente in mare od oceano aperto, più raramente vicino a un continente. Sono spesso di natura vulcanica, trovandosi quindi lungo le dorsali sottomarine o i punti caldi: alcuni esempi sono le isole delle Hawaii o le Azzorre. Tuttavia ci sono molti altri processi che possono generare questo fenomeno, tra i quali l'erosione e il deposito di sedimenti. 
Esiste poi una specie particolare di arcipelaghi che si formano negli immediati pressi della terraferma a causa della tettonica a zolle. Questi frammenti di crosta continentale, staccatisi dalla primitiva massa continentale prendono il nome di microcontinenti. Alcuni esempi sono le isole Farallon in California e le isole Mascarene. In Europa, esistono molti arcipelaghi: si pensi a quello del mar Egeo, alle isole britanniche o alle innumerevoli piattaforme che si trovano lungo le coste dei tre Stati scandinavi.
Altri raggruppamenti di isole al mondo sono di natura corallina come nel mare Caraibico, nell'oceano Indiano e nell'oceano Pacifico. Analizzando nel dettaglio, l'America centrale è costellata di isolotti variamente colonizzati nel corso dei secoli precedenti da inglesi, francesi, spagnoli e olandesi: si suole suddividere tra Grandi Antille, che formano l'80% delle terre emerse della regione caraibica e in cui rientrano per esempio Cuba o Hispaniola, la terra raggiunta da Cristoforo Colombo il 12 ottobre 1492 e Piccole Antille, a cui appartengono Trinidad e Tobago, Antigua e Barbuda, Dominica, ecc. Il continente Oceania presenta anch'esso un gran gruppo di isole (circa 10 000) che formano arcipelaghi variamente distribuiti tra le quattro macroregioni di Australasia, Melanesia, Micronesia e Polinesia.
Spesso gli arcipelaghi costituiscono veri e propri Stati, come nel caso  dell'Indonesia, il più grande arcipelago-stato al mondo (ossia composto unicamente di isole facenti capo alla stessa nazione).

### Lista di arcipelaghi mondiali
- Gli arcipelaghi italiani sono descritti nella lista delle isole italiane
- Gli arcipelaghi del mar Mediterraneo comprendono:
  - le isole egee, comprendenti a loro volta vari arcipelaghi:
    - le Sporadi Meridionali (a loro volta comprendenti il Dodecaneso)
    - le Sporadi Settentrionali
    - le Cicladi

  - le isole Baleari
  - le isole maltesi
- Gli arcipelaghi dell'Atlantico e dei Caraibi comprendono:
  - le isole Berlengas
  - Macaronesia
    - le Azzorre
    - le Madera e Isole Selvagge
    - le Canarie
    - le isole di Capo Verde

  - le Antille
- Gli arcipelaghi del Pacifico comprendono:
  - Giappone
  - Filippine
  - isole Aleutine
  - Hawaii
  - gli arcipelaghi della Polinesia francese, compresi:
    - le Isole della Società
    - le isole Marchesi
    - le isole Gambier

  - gli arcipelaghi della Micronesia
- Gli arcipelaghi dell'oceano Indiano comprendono:
  - Arcipelago malese
  - le Maldive
  - le Seychelles
  - le Comore
  - le Mascarene
  - le Mauritius
  - le Andamane
  - le Nicobare